# Endosonografie

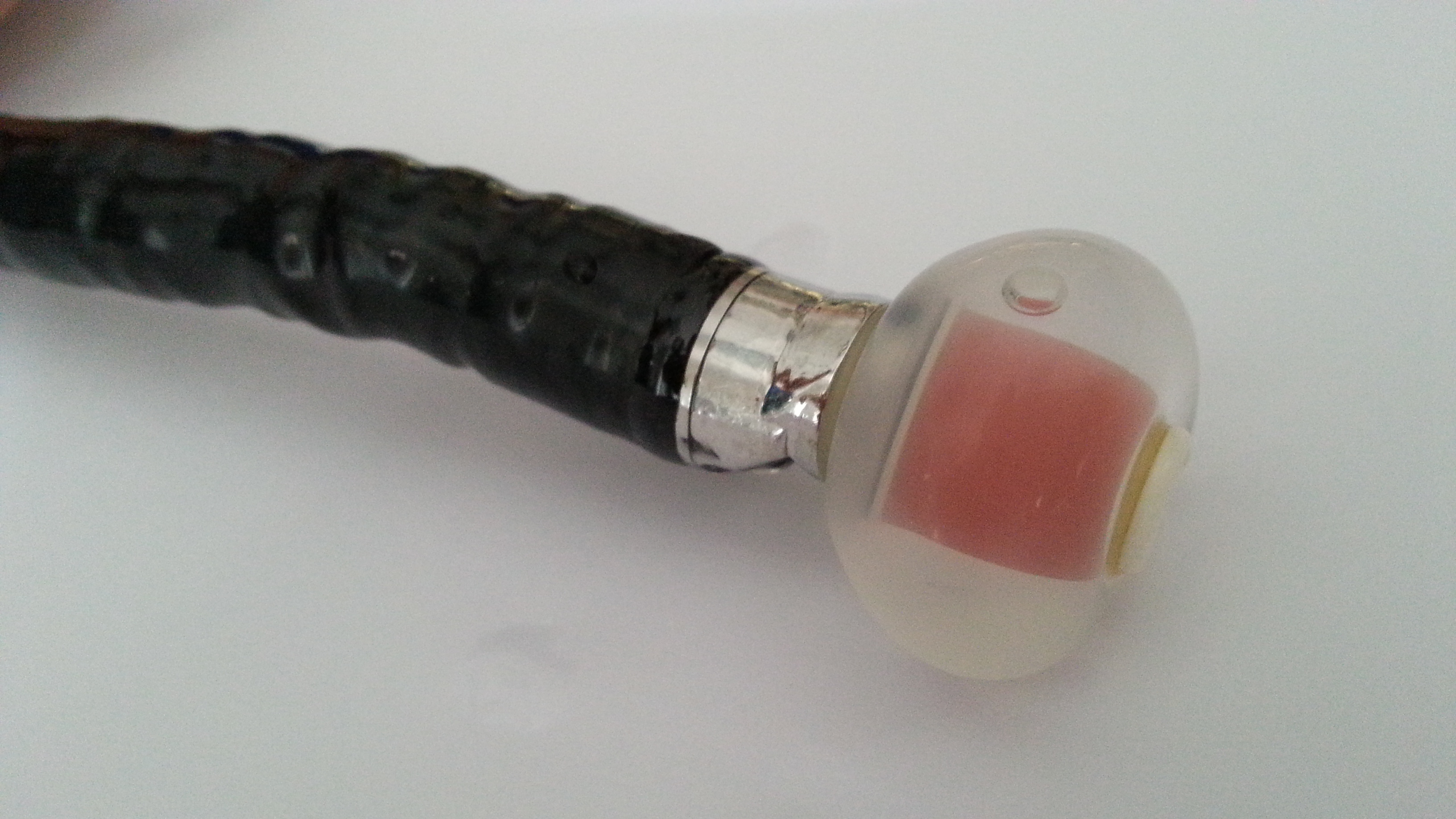
Endosonographiegerät mit Wasser gefülltem Ballon

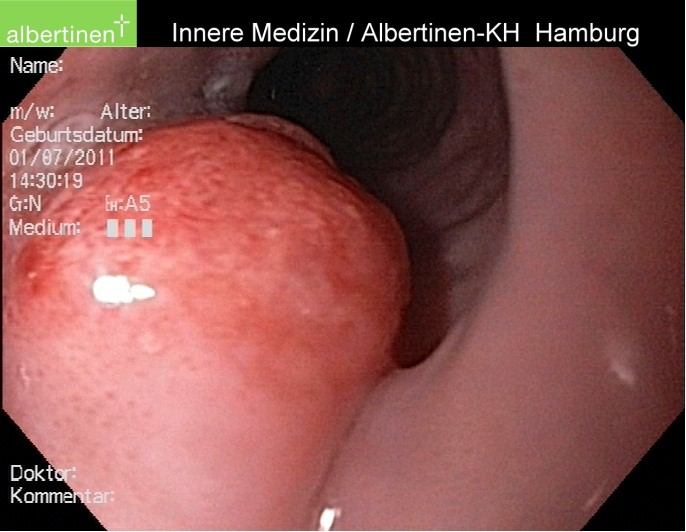
Plattenepithelcarcinom, endoskopischer Befund

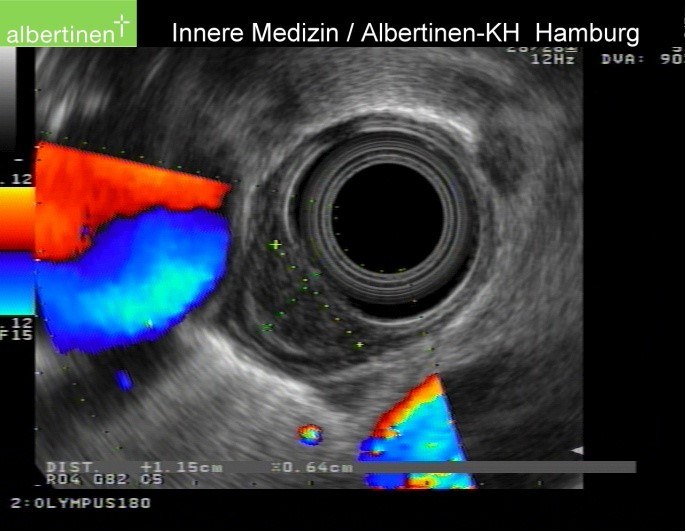
Plattenepithelcarcinom, endosonographischer Befund

Endosonografie (EUS, von endoskopischer Ultraschall) ist eine nicht von außen durch die Haut, sondern von innen durchgeführte Ultraschalluntersuchung (Sonografie). Der Ultraschallkopf wird mittels spezieller Gerätschaft (meist Endoskope) direkt mit inneren Oberflächen (beispielsweise der Schleimhaut der Speiseröhre) in Kontakt gebracht. Dort entsteht dann ein Ultraschallbild.
Gegenüber der Ultraschalluntersuchung durch die äußere Haut hat dieses Verfahren den Vorteil, dass hierdurch das Zielorgan näher am Ultraschallkopf liegt und dadurch schärfer und genauer dargestellt werden kann oder seine Darstellung überhaupt erst möglich wird. Es gibt zwei unterschiedliche Typen von Endosonografie-Geräten. Radiale Schallköpfe ermöglichen einen 360°-Blick und besitzen einen Ballon an der Endoskopspitze, der mit Wasser gefüllt wird, um eine bessere Ankopplung an die Schleimhaut zu erreichen. Geräte mit longitudinalem Schallkopf haben einen eingeschränkteren Blickwinkel, besitzen aber im Gegensatz zu radialen Geräten die Möglichkeit sonographisch gestützter Punktionen, z. B. zur Gewinnung von Gewebeproben.
Die Endosonografie ermöglicht überhaupt erst die Darstellung innerer Organe in der Großtiermedizin.
Je nach Einsatzbereich werden unterschiedliche Geräte zur Endosonografie benutzt. Zur Untersuchung von Speiseröhre, Magen, des sich anschließenden Zwölffingerdarms und der Bronchien wird ein flexibles Endoskop verwendet, an dessen Spitze sich zusätzlich zur Optik ein miniaturisierter Ultraschallkopf befindet. Dieses Endosonografie-Endoskop ist geringfügig dicker als ein normales Endoskop.
Die gastroenterologische Endosonografie hat sich seit etwa 1995 als wesentlicher Baustein in der Diagnostik von gut- und bösartigen Prozessen in Speiseröhre, Mediastinum, Magen, Galle, Bauchspeicheldrüse und Enddarm etabliert. Zunehmend verbreiten sich auch endosonografisch gesteuerte interventionelle Techniken. Hierbei wird eine Punktionsnadel durch das Endosonografiegerät geführt und unter Ultraschallsicht eine Probe aus einem Befund entnommen. Die Endosonografie setzt neben endoskopischem Geschick subtile Kenntnisse der Anatomie und der Ultraschallanatomie voraus und gilt als eines der am schwersten zu erlernenden endoskopisch gestützten Verfahren.

## Endosonografie im Rahmen anderer Untersuchungsmethoden
Folgende Untersuchungsmethoden können durch eine Endosonografie ergänzt werden:
- Ösophago-Gastro-Duodenoskopie
- Bronchoskopie
- Rektoskopie
- Vaginaler Ultraschall
- Endoskopisch retrograde Cholangiopankreatikographie (ERCP), hierbei jedoch lediglich als Minisondenendosonographie, s. u.

## Minisonden-Endosonographie
Verwandt mit der Endosonographie sind Minisonden-Systeme: Instrumente, die auch z. B. durch einen sogenannten Biopsiekanal geschoben werden können. Sie haben eine wesentlich dünnere Sonde als bei der konventionellen Endosonografie. Der Radius der Eindringtiefe des Ultraschalles ist aber auch geringer (bei Minisonden auf ca. 3 cm begrenzt). Im Gegensatz zur konventionellen Endosonografie arbeitet man hier mit festen Frequenzen (5/7,5/10/12/20/25 MHz). Besonders geeignet ist die Minisonden-Endosonografie z. B. zur gezielten Untersuchung eines Polypen oder zur Abschätzung der Eindringtiefe eines Tumors.
Eine Minisonden-Endosonografie des letzten Teils des Gallenganges (Ductus choledochus) im Rahmen einer ERCP wird als Intraduktaler Ultraschall (IDUS) bezeichnet.